# Estación de Castanheira do Ribatejo
La Estación Ferroviária de Castanheira do Ribatejo es una estación de la línea de Azambuja de la red de trenes suburbanos de Lisboa.